# Aeroportul Corozal
Aeroportul Corozal (IATA: CZH, ICAO: MZCZ) este un aeroport din Corozal District⁠(d), Belize.
Situat la o altitudine de 13 m, aeroportul dispune de o singură pistă.